# 本渓満族自治県
本渓満族自治県（ほんけい-まんぞく-じちけん、満洲語: ᠪᡝᠨᠰᡳ
ᠮᠠᠨᠵᡠ
ᡳᡵᡤᡝᡨᡝᠨ ᡳ
ᠪᡝᠶᡝ
ᡩᠠᠰᠠᡵᠠ
ᡤᡡᠰᠠ 、転写：bensi manju irgeten i beye dasara gūsa）は中華人民共和国遼寧省本渓市に位置する自治県。

## 地理
本渓県は本渓市東部、太子河の上流に位置する。東は桓仁満族自治県、寛甸満族自治県両県に境界を接して、北は新賓満族自治県、撫順県両県が連なり、西は本渓市、遼陽市両市に境を接し、南は鳳城市に接する。
咳止め、滋養強壮に効能があるといわれる五味子（チョウセンゴミシ、満州語：misu hūsiha）の生産地。また、その他の漢方の栽培、生産などの産業が行われている。

## 歴史
秦・漢・魏・晋代までは、遼東郡に属する。北魏・北斉・隋代は高句麗の領土となり、唐代に安東都護府が設置され中原統治に組み入れられた。遼代は東平郡・遼陽府、金代は遼陽府、元代は遼陽路に帰属した。明代になると草河千戸所が設置された。1386年（洪武19年）に東寧衛に改められる。
行政区画としては1906年（光緒32年）10月、清朝により設置された本渓県を前身とする。本渓県は民国、満洲国、新中国に沿襲された。1952年の本渓県を撤廃し本渓市に統合されたが、1956年、再び本渓県が設置された。1989年に本渓満族自治県と改編された。

## 行政区画
1街道弁事処、10鎮、1郷を管轄する。
- 街道弁事所：観音閣街道
- 鎮：小市鎮、草河掌鎮、草河城鎮、草河口鎮、連山関鎮、清河城鎮、田師傅鎮、南甸鎮、鹸廠鎮、高官鎮
- 郷：東営房郷

## 観光地
- 本渓水洞
- 関門山

## 交通
本渓市中心地まで40km、瀋陽まで100km、瀋陽桃仙国際空港まで85km、大連まで340kmの位置にある。

### 鉄道
- 中国国家鉄路集団

- 瀋丹線

（瀋陽方面）- 連山関駅 - 祁家堡駅 - 草河口駅 -（丹東方面）
- 渓田線

（本渓方面）- 偏嶺駅 - 松樹台駅 - 温泉寺駅 - 小市駅 - 田師傅駅
- 田桓線

田師傅駅 - 鉄刹山駅 - 大陽駅 -（花博山方面）

### 道路
- 高速道路
  - 遼中環状高速道路
  - 丹阜高速道路
- 国道
  - G304国道